# Donald Ernest Charlwood
Donald Ernest Charlwood AM (* 6. September 1915 in Melbourne; † 18. Juni 2012 ebenda) war ein australischer Schriftsteller.

## Leben
Charlwood arbeitete in den 1930er Jahren auf einer in Nareen in Victoria gelegenen Farm. Während des Zweiten Weltkriegs gehörte er von 1941 bis 1945 zur Royal Australian Air Force. Nach Kriegsende wurde er Fluglotse beim Department of Civil Aviation in Melbourne.
Er schrieb Kurzgeschichten, einen Erlebnisbericht und einen Roman.

## Werke
- No Moon Tonight, 1956
- All the Green Year, 1965
- An Afternoon of Time, 1966
- Flight and Time, 1979